# Neville (famiglia)

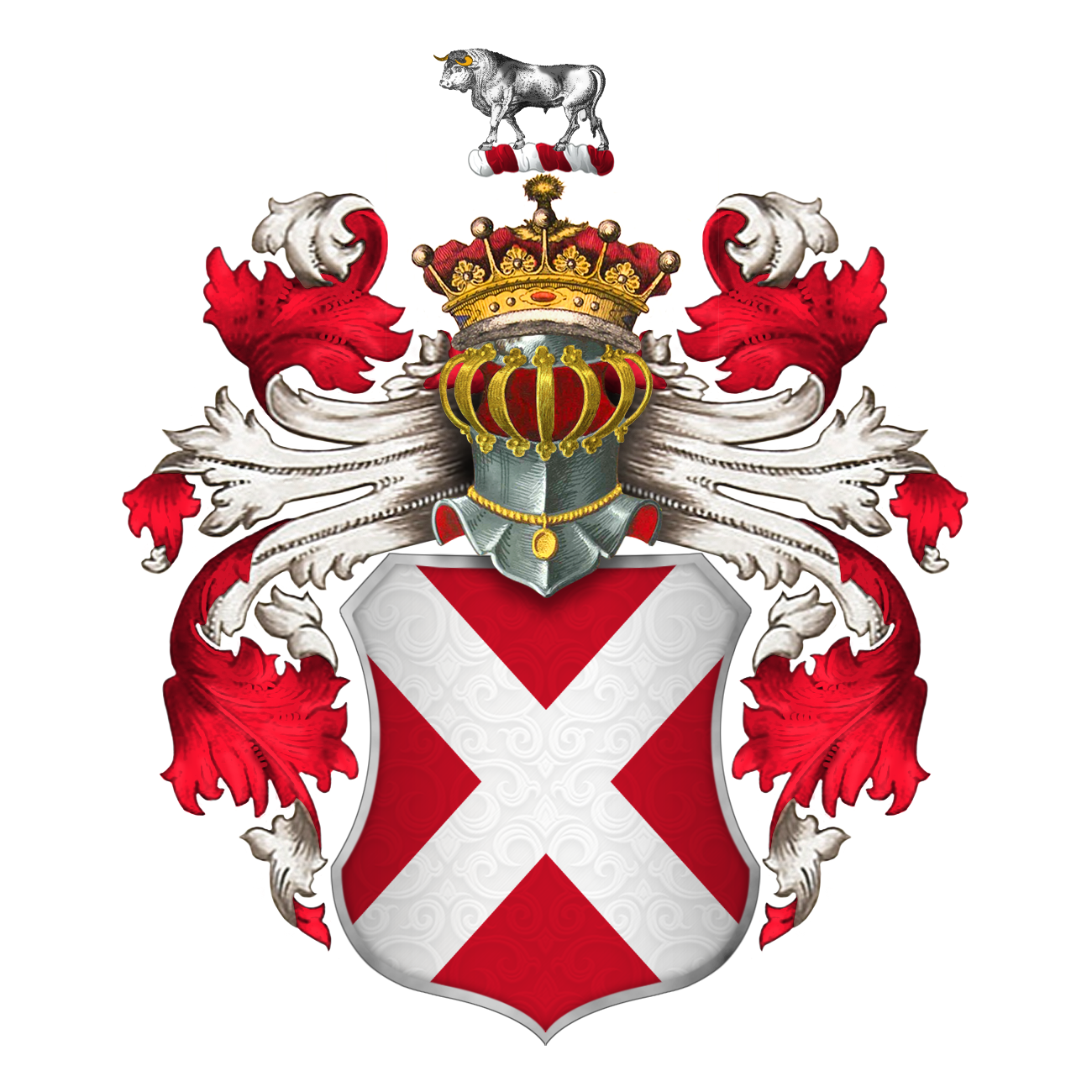
Stemma dei Neville (rosso alla decusse d'argento)

La famiglia Neville (anche scritto Nevill)  è una famiglia nobile inglese che esercitò una notevole influenza nel tardo periodo del Medioevo inglese, essa divenne una delle più potenti casate dell'Inghilterra del nord insieme ai Percy giocando un ruolo centrale nella guerra delle due rose.

## Il cognome acquisito
L'arrivo dei Neville in Inghilterra si attesta a ridosso della Conquista normanna dell'Inghilterra durante la quale buona parte dell'aristocrazia sassone preesistente venne rimpiazzata da un'elite di origine normanna o piuttosto francese. La linea originaria maschile era anglo-sassone e facevano parte della nobiltà della Northumbria.
Risalendo alle origini si arriva a tale Uthred, il cui figlio Dolphin risulta attivo intorno al 1129 quale tenutario delle proprietà di Staindrop nella contea di Durham. Questo è il nucleo originario delle proprietà di famiglia e rimase la loro residenza principale fino al 1569, la loro dimora tradizionale era a Raby, poco a nord di Staindrop dove venne costruito il Castello di Raby durante il XIV secolo. Dolphin fu succeduto dal figlio Meldred ed egli dal figlio Robert che sposò l'ereditiera di origine bretone Isabelle de Nèville. Il loro figlio Geoffrey ereditò tanto le terre paterne quanto quelle materne adottando il loro cognome che venne portato dai suoi discendenti da quel momento in avanti, d'altrocanto in una terra governata da un'elite francese (I Plantageneti) un cognome con tale assonanza poteva risultare di certo più vantaggioso di uno sassone.  Anche prima di quel matrimonio la famiglia aveva già una certa influenza nella zona, essendo fra i più ricchi proprietari terrieri della zona intorno a Durham.
Durante il XVI secolo i Neville sostennero di discendere da Crinan di Dunkeld (morto nel 1045), antenato del Casato dei Dunkeld, questo avrebbe reso i Neville discendenti dall'antica nobiltà sia inglese che scozzese poiché essi pretendevano di discendere anche dalla dinastia di Bamburgh del Conte di Northumbria attribuendo il loro potere nel nord del paese ad un'ascendenza che arrivava addirittura al X secolo. Per quanto si sia tentato, ancora oggi, di attribuire ad Uthred tali parentele non vi sono prove che attestino senza ombra di dubbio le loro pretese.

## L'ascesa

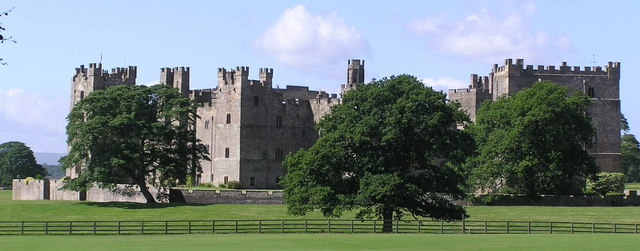
Il castello di Raby

Nel corso dei secoli il potere della famiglia crebbe aiutato anche da incarichi conferiti loro dalla corona come le cariche di Sceriffo, castellano e Giudice di pace in varie parti del nord. Quest'ultima carica, assai importante, venne loro data per la prima volta da Enrico III d'Inghilterra a Robert de Neville probabilmente come ringraziamento per l'appoggio che egli gli stava dando contro i baroni guidati da Simone V di Montfort. Essi detennero delle cariche anche sotto il Principe Vescovo di Durham e il nipote di Robert, Ralph Neville, I barone Neville de Raby (18 ottobre 1262 o 1270-18 aprile 1331) fu uno dei fondatori dei Pari d'Inghilterra essendo stato chiamato a sedere alla Camera dei lord quando venne fondata nel 1295. Egli fu anche il fondatore della linea dei Baroni Neville di Raby. I Neville servirono durante le guerre del XIII e XIV secolo contro la Scozia e più tardi anche nella Guerra dei cent'anni, un servizio che aumentò il loro potere e la loro ricchezza. Nel 1338 Ralph Neville, II barone Neville di Raby (1291circa-5 agosto 1367) fu nominato Guardiano delle Marche, il capo della difesa della frontiera con la Scozia, un incarico che i Neville detennero per molti anni. Ralph fu fra coloro che comandarono l'esercito inglese alla Battaglia di Durham durante la quale Davide II di Scozia venne catturato, attorno alla metà del XIV secolo la famiglia acquistò un ruolo anche nella difesa navale del paese giacché gli venne dato l'incarico di Ammiraglio del nord. Questo fu il periodo in cui i Neville fecero il loro pieno ingresso nella corte e nella chiesa, Ralph venne nominato Lord Stewart e alla morte gli successe il figlio John Neville, III barone Neville de Raby mentre l'altro figlio Alexander Neville (1340 circa-1392) divenne York ed uno stretto consigliere di Riccardo II d'Inghilterra.

## L'aristocrazia
Dal tardo XIV secolo la famiglia acquisì una schiera imponente di proprietà sparse per il nord dell'Inghilterra, oltre all'originario nucleo di Durham ora possedevano una buona fetta del North Riding of Yorkshire e diverse grosse proprietà nel Cumberland e nel Northumberland, oltre ad altre più piccole nel Lancashire e più a sud nel Lincolnshire, Norfolk, Northamptonshire, Bedfordshire ed Essex. Oltre al castello di Raby ora possedevano quello di Brancepeth, presso Durham, di Sheriff Hutton, il Castello di Middleham e quello di Snape tutti nello Yorkshire. L'insieme delle loro terre unite alle varie proprietà di famiglia fece sì che i Neville divenissero una delle famiglie più potenti ed influenti del paese rendendo il loro dominio incontestabile.
Nel 1397 Ralph Neville emerse definitivamente dall'ombra per giungere ai vertici dell'aristocrazia quando venne nominato Conte di Westmorland da Riccardo II, ormai nel nord solo i Percy erano al loro livello e fra le due famiglie si creò un'acrimoniosa rivalità. Queste due dinastie separate da Londra da centinaia di chilometri divennero straordinariamente indipendenti dalla corona anche a causa dell'insicurezza della situazione politica che dominava la regione in cui vivevano. Il re con la sua corte faceva affidamento sui signori di queste due case per difendersi dalle invasioni scozzesi per mantenere stabile il paese.
La vicinanza della famiglia a Riccardo II aveva provocato loro diversi problemi quando i Lord Appellants avevano fatto la loro comparsa e quando nel 1399 Enrico di Bolingbroke si fece avanti per spodestare Riccardo Ralph Neville lo appoggiò immediatamente. La sua mossa fu ben ripagata, quando Enrico salì al trono come Enrico IV d'Inghilterra Ralph ottenne in moglie la sorellastra del re Joan Beaufort, contessa di Westmorland. Enrico continuò la politica di Riccardo che vedeva il sostegno ai Neville come controllo al potere dei Percy e i primi presero ancora maggior forza dopo che i Percy videro indebolito il loro potere a seguito della fallita rivolta di Henry Percy contro Enrico nel 1403.

## La guerra dentro e fuori
Se il matrimonio reale aveva innalzato ulteriormente il rango dei Percy aveva anche provocato una rottura in famiglia. Ralph aveva infatti sposato in prime nozze Margaret Stafford (morta il 9 giugno 1396) e il contado di Westmorland doveva andare al maschio primogenito discendente da questo primo matrimonio.
Ralph finì però col privilegiare la prole nata dalle sue seconde nozze destinando ad essi la maggior parte dei possedimenti di famiglia e alla sua morte si scatenò un'amara disputa circa l'eredità destinata ad allontanare i figli e a formare due rami, i Neville di Raby, discendenti da Margaret Stafford e i Neville di Middleham, nati da Joan Beaufort. In aggiunta a questo, Richard Neville, V conte di Salisbury, figlio di Ralph e Joan divenne Conte di Salisbury grazie al suo matrimonio con Alice Montacute, figlia di Thomas Montacute, IV conte di Salisbury, e lo stesso fece il loro figlio Richard Neville, XVI conte di Warwick che acquisì il contado grazie all'unione con Anne de Beauchamp, XVI contessa di Warwick figlia di Richard de Beauchamp, XIII conte di Warwick.
Padre e figlio divennero durante la Guerra delle due rose ferventi sostenitori del Casato di York, Cecily Neville, la sorella di Richard, sposò Riccardo Plantageneto, III duca di York divenendo la madre di due sovrani, Edoardo IV d'Inghilterra e Riccardo III d'Inghilterra. Sia il Plantageneto che Richard vennero uccisi alla Battaglia di Wakefield del 1460 e fu suo figlio Richard, conte di Warwick ad aiutare il cugino Edoardo a spodestare dal trono Enrico VI d'Inghilterra e a divenire Edoardo IV d'Inghilterra. I Percy erano invece sostenitori della causa del Casasto di Lancaster e dopo la morte di Henry Percy, III conte di Northumberland alla Battaglia di Towton che vide la sconfitta dei lancasteriani nel 1461 i Neville ne approfittarono e trionfarono sui rivali acquisendo il contado di Northumberland per il fratello di Warwick, John Neville, I marchese di Montagu. Nel 1469 Henry Percy, IV conte di Northumberland si riconciliò con Edoardo e si riprese il titolo di famiglia, John Neville venne ricompensato con il titolo di Marchese di Montagu.
Warwick era ormai l'uomo più ricco della nazione dopo il re e per i primi anni egli agì come una longa manus sugli affari di governo, ma col tempo lui e il sovrano si allontanarono sempre di più. Una delle cause fu il matrimonio segreto di Edoardo con Elisabetta Woodville esponente della piccola nobiltà proprio mentre Warwick stava negoziando per il re l'unione con una delle cognate di Luigi XI di Francia. Il matrimonio portò a una crescente influenza dei Woodville che contrastava con il potere di Warwick, questi, nel 1469, prese il controllo del governo insieme a Giorgio Plantageneto, I duca di Clarence, fratello del re, e suo fratello George Neville (1432circa-8 giugno 1476), Arcivescovo di York. I tre riuscirono a imprigionare Edoardo, ma incapaci di conferire autorità al loro potere si videro costretti a liberarlo. A questa seguì una seconda ribellione che aveva come scopo quella di porre Giorgio sul trono, anch'essa fallì e Warwick si trovò costretto a fuggire in Francia dove si alleò con Margherita d'Angiò la moglie esiliata del lancasteriano Enrico. La loro unione riportò brevemente al trono Enrico VI nel 1470, ma pochi mesi dopo Edoardo contrattaccò e sia Warwick che suo fratello John vennero uccisi alla Battaglia di Barnet nella primavera del 1471. Tutte le loro terre vennero confiscate e andarono a formare il nucleo dei giganteschi possedimenti che il fratello del re Riccardo finì per accumulare nel nord.
Ad ulteriore riprova della disunione famigliare i Neville di Raby capitanati da Ralph Neville, II conte di Westmorland appoggiarono i Lancaster, e suo fratello John Neville (1410circa-29 marzo 1461) morì a Towton. Ralph uscì dalla guerra indenne, ma la perdita di tante delle loro terre di famiglia a seguito della caduta del ramo di Middleham lasciò il resto della famiglia estremamente impoverito.

## Oggi
La Guerra delle due rose aveva notevolmente impoverito il patrimonio di famiglia che venne ancora più indebolito dalla forza accentratrice del governo fra il XV e il XVI secolo, nel 1569 i Neville e i Percy seppellirono l'ascia di guerra per unirsi nella Rivolta dei papisti volta a deporre Elisabetta I d'Inghilterra e a rimpiazzarla con la cattolica Maria Stuarda. La rivolta finì nel nulla e Charles Neville, VI conte di Westmorland (18 agosto 1542-16 novembre 1601 fu costretto a fuggire all'estero, mentre era assente gli vennero confiscati titoli e proprietà e poiché egli non lasciava eredi maschi la linea maschile poteva dirsi estinta. Sopravviveva però una discendenza proveniente da Edward Neville, III barone Bergavenny, figlio di Joan Beaufort, che ancora deteneva la Baronia di Bergavenny. Mary Neville, figlia di Henry Neville, VI barone Bergavenny (fra il 1527 e il 1535-10 febbraio 1587), ingaggiò una violenta battaglia legale perché le venisse dato il riconoscimento di erede legale del patrimonio dei Neville, ma alla fine le proprietà vennero divise fra lei e il cugino Edward Neville, VII barone Bergavenny (1526circa-10 febbraio 1588). Suo figlio Francis Fane, I conte di Westmorland (febbraio 1580-23 marzo 1629) ereditò dalla madre la baronia di Bergavenny e quella di Despenser, insieme al contado di Westmorland che la famiglia Fane detiene ancora oggi.
I discendenti di Edward furono creati conti e poi marchesi di Abergavenny che esiste ancora oggi.

## I titoli
- Barone Neville di Raby, creato nel 1295 per Ralph Neville, I barone Neville di Raby e confiscato nel 1571
- Conte di Westmorland, creato per Ralph Neville nel 1397 e confiscato nel 1571
- Conte di Salisbury ereditato per matrimonio da Richard Neville, V conte di Salisbury che sposò Alice Montacute e confiscato nel 1471
- Barone Fauconberg ereditato per matrimonio da William Neville, I conte di Kent (1405circa-9 gennaio 1463) che sposò Joan Facounberg, erede al titolo, alla sua morte la baronia rimase vacante
- Barone Latimer creato per George Neville, I barone Latimer (1407circa-30 dicembre 1469), vacante nel 1577
- Barone di Bergavenny creato per Edward Neville, III barone Bergavenny (prima del 1414-18 ottobre 1476) nel 1447 e vacante dal 1938
- Conte di Warwick ereditato per matrimonio da Richard Neville, XVI conte di Warwick con Anne de Beauchamp, XVI contessa di Warwick, confiscato nel 1471
- Barone di Montacute creato per John Neville, I marchese di Montacute (1431circa-14 aprile 1471), confiscato alla sua morte
- Conte di Kent, William Neville, I conte di Kent (1405circa-9 gennaio 1463) fu creato conte di Kent nel 1461, alla sua morte due anni dopo il contado si estinse
- Conte di Northumberland, John Neville, I marchese di Montagu venne creato conte di Northumberland alla morte di Henry Percy, III conte di Northumberland, nel 1470 fu ridato ai Percy
- Marchese di Montagu, creato nel 1470 per ricompensare John Neville, I marchese di Montagu della perdita del contado venne confiscato nel 1471
- Duca di Bedford, George Neville, I duca di Bedford (1461-maggio 1483) ricevette il titolo nel 1470 e venne confiscato nel 1478 dal parlamento
- Conte di Abergavenny, creato per George Neville, I conte di Abergavenny (24 giugno 1727-9 settembre 1785) nel 1784, ancora oggi esistente
- Marchese di Abergavenny, creato nel 1876 per William Neville, I marchese di Abergavenny (16 settembre 1826-12 dicembre 1915), esistente
- Conte di Lewes creato nel 1876 per William Neville, I marchese di Abergavenny (16 settembre 1826-12 dicembre 1915), esistente